# دره آل
دره آل در نزدیکی روستای آل از دهستان چولایی خانه، که در۴۵ کیلومتری شمال شرقی مشهد و در مسیر راه به کلات واقع شده‌است. (ارتفاع از سطح دریا: ۱۳۷۶)

## ویژگی‌ها
دره آل، دره‌ای نسبتأ عریض و دارای آبشاری زیبا با جریان دائمی آب می‌باشد که از کوه‌های هزار مسجد سرچشمه می‌گیرد این دره به زواندرخ در روستایی به همین نام منتهی می‌شود و سد کارده درقسمتی از این دره حد فاصل روستای اندرخ و کارده، دره را قطع می‌کند هر دو قسمت دره دارای جاذبه‌های خاص طبیعی و مورد توجه علاقه‌مندان به طبیعت و کوهنوردان است.
دره دارای ۵ عدد آبشار می‌باشد که فقط در زمان بارندگی‌های شدید آب دارند.

## سایر جاذبه‌ها

### دره انجیر
دره انجیر یکی از جاذبه‌های دره آل است که با عرض کم و موانع صخره‌ای و پوشیده از درختان انجیر وحشی دارای منظره دیدنی و جالب است.

### غار دره آل
از دیگر دیدنیهای این دره می‌توان به غار دره آل اشاره کرد. این غار مکانی با دهانه بزرگ و دیدنی و دیوارهای مرتفع و بلند می‌باشد که چشمه‌ای در مجاورت آن قرار دارد.
این غار به فاصله ۵۰ کیلومتری شمال مشهد است و در ۳ کیلومتری روستای کارده قرار گرفته‌است. عرض آن تقریباً یک تا سه متر و طولش به بیش از یکصد متر می‌رسد. کوهنوردان در درون آن اسکلت‌هایی قدیمی یافته‌اند. دهانه غار به صورت یک شکاف سنگی است. عرض آن ۳ متر و طول آن ۱۰۰ متر است. از نوع غارهای خشک و دارای پرتگاه‌های خطرناک می‌باشد. در محل مذکور که موسوم به دره آل است دو غار در دو سمت دره قرار دارند. غار شرقی موسوم به غار اسکلت و  غار غربی موسوم به غار کارده است. دهانة غار به صورت یک شکاف سنگی است که عرض تقریبی آن ۱ تا ۳ متر و طول آن حدود ۱۰۰ متر می‌باشد. این غار کاملاً خشک است و پرتگاه‌ةایی خطرناک دارد. کوهنوردان، اسکلت‌هایی از انسان مربوط به زمان‌های قدیم را در درون این غار مشاهده کرده‌اند. از مشخصه‌های این غار تعداد زیاد راه‌های فرعی است که هر راه فرعی خود به ۲ تا ۵ شاخه  فرعی دیگر منتهی می‌شود. همچنین اغلب راه‌های فرعی و اصلی دارای یک ارتفاع هستند و گاهی راه اصلی ارتفاع و ورودی کوچکتری از راه‌های فرعی اطراف دارد، لذا باتوجه به عدم وجود نشانه گذاری در داخل غار احتمال گم کردن مسیر اصلی وجود دارد.
دهانه غار در ارتفاع ۱۴۵۸ متری از سطح دریا در سمت شرقی رودخانه و در مختصات ۳۶٫۶۷۱۰۸ شمالی و ۵۹٫۶۷۷۱۰ شرقی است. خوشبختانه چون دهانه غار بسیار کوچک و در جهت شمال و جنوب است، تا فاصله ۱۰ متری دهانه غار قابل دیدن نیست و علی‌رغم حضور خیل مردم در روزهای تعطیل در دره بین روستاهای کارده و آل، غار از گزند رهگذران در امان مانده است! مجموع طول مسیرهای اصلی و فرعی اندازه‌گیری شده تاکنون برابر با ۴۲۵ متر است که تقریباً برابر با غار بزرگ مغان می‌باشد. هرچند تفاوت این دو غار در این است که مغان به صورت یک مسیر طولی بدون انشعاب و فرعی است ولی غار کارده به صورت ده‌ها راه فرعی و اصلی در هم پیچیده است.
در سمت غربی رودخانه نیز در همین محل غار دیگری به نام غار اسکلت وجود دارد که به صورت شکاف گسلی است.